# ジョニー・ウィリアムズ
ジョニー・ウィリアムズ（Johnny Williams、1996年10月18日 - ）は、ウェールズ代表資格を持つ、イングランド出身のラグビーユニオン選手。ユナイテッド・ラグビー・チャンピオンシップのスカーレッツに所属している。

## 経歴
2015年、18歳でイングランドのロンドン・アイリッシュでデビュー。
2016年、U20イングランド代表として、ワールドラグビーU20チャンピオンシップに出場した。
2018-19シーズンにロンドン・アイリッシュが2部降格となり、2018年5月に1部（プレミアシップ）のニューカッスル・ファルコンズに移籍した。
2019年に、精巣がんと診断され、治療のため休養し、2020年1月に復帰した。
2020年7月、父親がウェールズ人でリル出身であることから、ウェールズ代表資格があることが確認された。自身もウェールズ人であると自認している。 
2020年7月14日、ウェールズのスカーレッツと契約した。
2020年10月6日にウェールズ代表チームに選出され、同年11月18日にジョージア代表戦で先発出場し、ウェールズ代表デビューを果たした。
2023年、ラグビーワールドカップ2023のウェールズ代表に選ばれた。